# Gefen Publishing House
A Gefen Publishing House (em hebraico: הוצאת גפן) é uma editora de língua inglesa localizada em Jerusalém, que também possui um departamento na cidade de Nova York, que distribui livros sob o selo Gefen Books.

## História
A Gefen foi fundada em 1981 por Murray e Hana Greenfield. Seu filho, Ilan Greenfield, é o atual CEO. 
A empresa publica aproximadamente 40 títulos por ano.É especializada em livros de língua inglesa em assuntos israelenses e judaicos .